# Toad River Hot Springs Provincial Park
Toad River Hot Springs Provincial Park är en provinspark i British Columbia i Kanada. Den ligger i den norra delen av provinsen, vid Toad River strax ovanför dess sammanflöde med Racing River. Toad River Hot Springs Park ligger mellan 600 och 1250 meter över havet.